# J.J.H. Bolsius
Johannes Josephus Hubertus (Jan) Bolsius ('s-Hertogenbosch, 23 maart 1824 - 's-Hertogenbosch, 5 juni 1914) was steenhouwer, architect van gebouwen en altaren en koopman.
In 1852 werd Jan Bolsius als bouwmeester door het kerkbestuur aangesteld voor toezicht op het onderhoud van de Sint Jan's Kathedraal te 's-Hertogenbosch. Hij ontwierp in 1854 de plebanie, welke in 1856 voltooid was. In 1854 verrichtte hij met S. Veneman werken aan de Lievevrouwekapel (bij de toren) en aan de sacristie. In 1866 met leverde hij met P.J.H. Cuypers het ontwerp voor een koorafsluiting ter vervanging van het oxaal. Daarnaast was hij in de periode 1870-1874 gemeenteraadslid te 's-Hertogenbosch en zat in de raadscommissie die toezicht hield op de restauratie van de westtoren van de Sint Jan's Kathedraal te 's-Hertogenbosch.
Op grafmonumenten bij verschillende begraafplaatsen in Nederland zoals in Veghel (1885) en Roosendaal staat nog zijn signatuur te lezen: J. Bolsius BLSC.

## Portfolio (selectie)
- 1855 - Pastorie van de kerk van de H.Joannes Evangelist
- 1855 - Hof van Zevenbergen 's-Hertogenbosch - verbouwing naar huidige architectuur 21671[2]
- - Verschillende grafmonumenten op begraafplaats Orthen
- 1869 -1875 - Enige bouwwerken Ursulinenklooster Stalleken van Bethlehem Hamont-Achel[3]

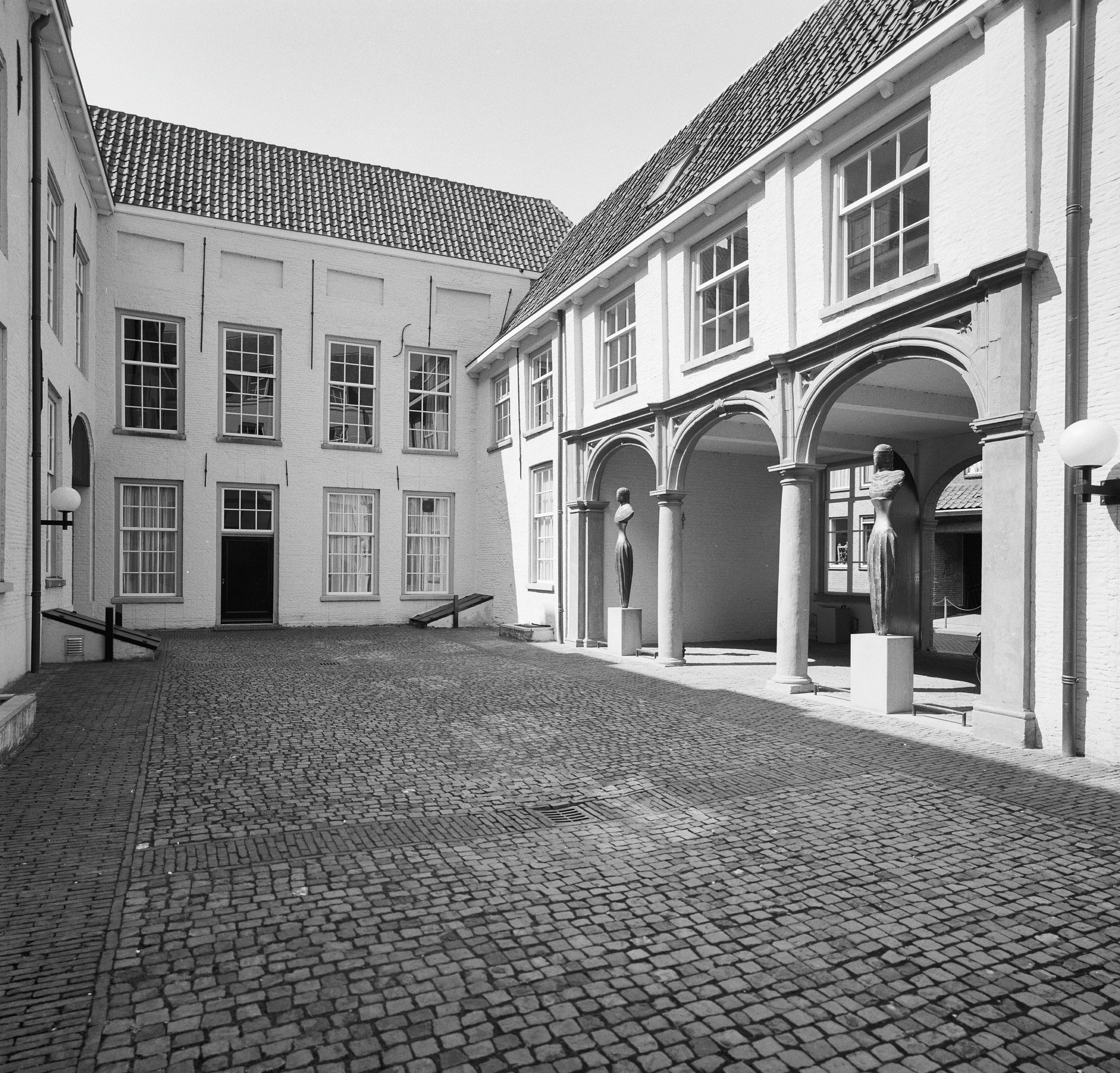
Binnenplaats Hof van Zevenbergen
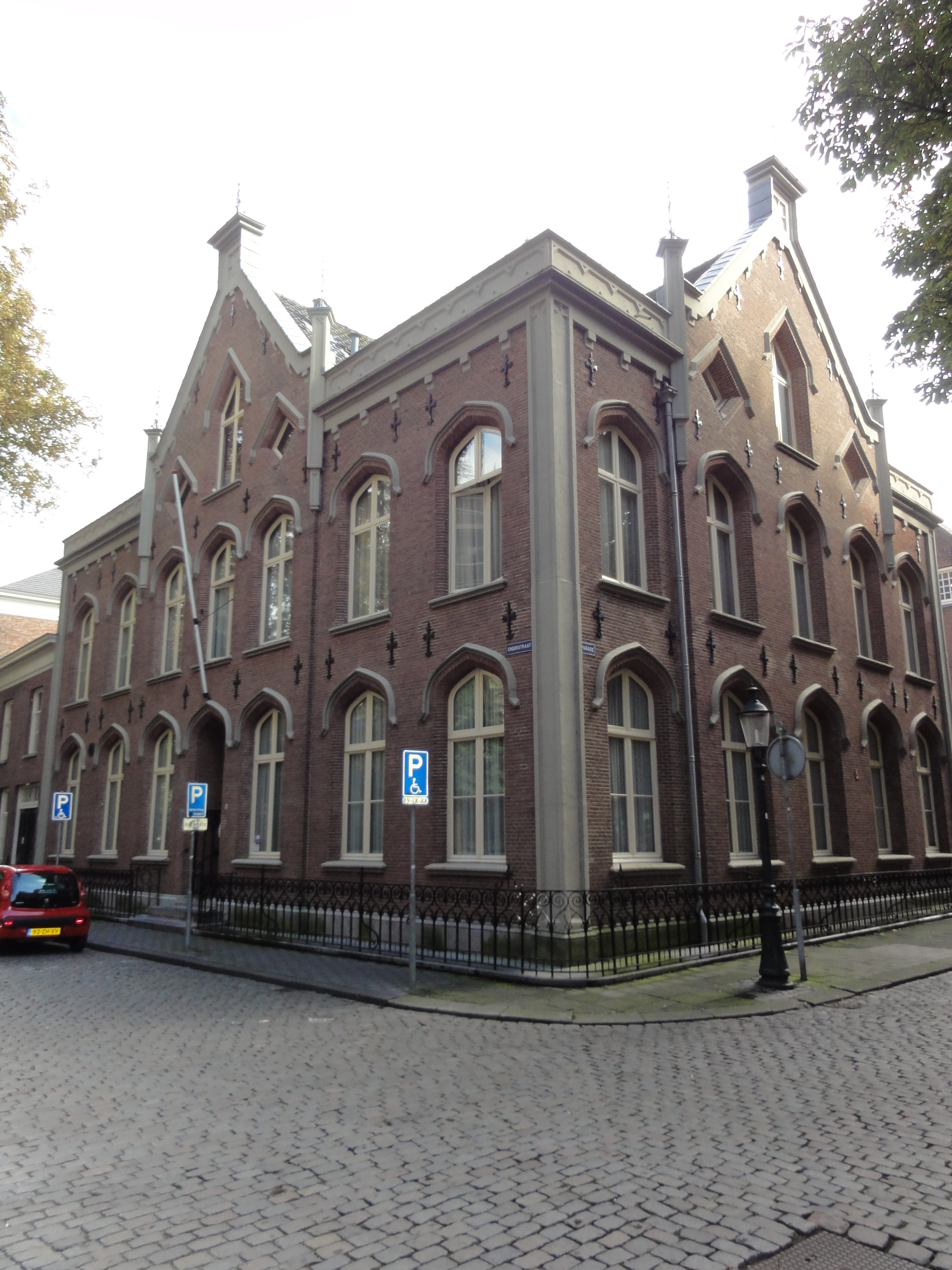
plebanie

- Biografisch Portaal: 86115865
- RKD-Nederlands Instituut voor Kunstgeschiedenis: 362794